# Dům Les Chardons
Dům Les Chardons (francouzsky Immeuble Les Chardons) je secesní obytný dům v Paříži. Nachází se v 16. obvodu na rohu ulic Rue Claude-Chahu č. 9 a Rue Eugène-Manuel č. 2.

## Historie
Budovu ze železobetonu dokončil v roce 1903 francouzský architekt Charles Klein. Keramickou výzdobu fasády v zelené a žluté barvě vytvořil Émile Müller a železné prvky firma Dondelinger.
Budova byla v roce 1903 oceněna v Soutěži fasád města Paříže.
Fasáda se střechou vedoucí na ulici, vstupní vestibul a schodiště se zábradlím z tepaného železa jsou od roku 1986 chráněny jako historická památka.